# Ptychostomum boreale
Ptychostomum boreale là một loài rêu trong họ Bryaceae. Loài này được F. Weber & D. Mohr Ochyra & Bednarek-Ochyra mô tả khoa học đầu tiên năm 2011.